# Кисимбай
Кисимбай — нефтегазоконденсатное месторождение расположено в Атырауской области Казахстана, в 11 км к северо-западу от поселка Опорная и в 210 км к юго-востоку от г. Атырау. Месторождение открыто в 1978 г.
В тектоническом отношении приурочено к солянокупольной структуре.
Нефтеносны отложения нижнего мела и верхней юры. В нижнемеловой части продуктивной толщи выделен один нефтяной валанжинский горизонт, а в верхней юре два горизонта: келловейский — газовый и келловейский — газонефтяной. Глубина залегания валанжинского горизонта 1564 м, келловейских горизонтов — 1710—1736. Залежи пластовые, сводовые. Высота валанжинской залежи 23,6 м, келловейских 5-18 м. Продуктивные горизонты сложены терригенными породами, коллектора поровые. Нефтенасыщенная толщина 2,7-10,5 м, газонасыщенная толщина 1,6-5,9 м.
Плотность нефти 871—881 кг/м³. Нефть сернистая (0,89-0,94 %), смолистая (11,86 %), содержит 0,51-3,84 % парафина.
Состав газа: метан 61,68-72,34 %, этан 5,77-7,45 %, пропан 0,09-4,38 %, Содержание азота достигает 12,17 %.